# 双子山 (札幌市)
双子山（ふたごやま）は、北海道札幌市中央区にある地名。町名としては、1〜4丁目まである。円山と藻岩山の間の地域で、名称は2つの丘があることに由来する。
もとは円山町の一部だった。札幌市に編入された後、1950年（昭和25年）7月に「双子山町」となり、1979年（昭和54年）2月に「双子山」となった。
古くはスキー場として知られていたが、すでに丘の上まで宅地化されている。

## 施設
- 界川神社
- 地蔵寺